# A szigetvári ostrom emlékezete
Szigetvár 1566. évi ostroma, a huszonötszörös túlerőben lévő, mintegy ötvenezer főt számláló török reguláris sereg elleni hősies és önfeláldozó kiállás, a reménytelen helyzetben is a végsőkig kitartó védők és vezetőjük, Zrínyi Miklós a magyar, illetve közép-európai történelmi emlékezetben rendkívül mély nyomot hagytak, ennek megfelelően számos irodalmi, zenei és képzőművészeti alkotás számára szolgáltak forrásul.

## Szigetvár ostromának irodalmi feldolgozásai
A szigeti várharc és a hősies ellenállás későbbi feldolgozásainak alapjául a Zrínyi Miklós személyes szolgálatát ellátó, a kitörést túlélő horvát Ferenac Črnkónak, magyaros nevén Cserenkó Ferencnek a török fogságból történt szabadulását követően anyanyelvén megírt leírása szolgált, amely a szemtanú hitelességével örökítette meg az ostrom eseményeit.
Ezt az ostromnaplót dolgozta át és bővítette, majd fordította latinra a laibachi (Ljubljana) humanista műveltségű történetíró Budina Sámuel, akinek e műve nyomtatásban 1568-ban Bécsben látott napvilágot.
A vár elestét közvetlenül követő évek irodalmi, historiográfiai munkái közül említésre érdemes még a Zrínyivel szemben egyébként kritikus hangot megütő Forgách Ferenc 1568-1573 között írt, és Magyarország 1541-től 1572-ig tartó időszakának történéseit elbeszélő műve, amelynek XVI. könyvében emlékezik meg Szigetvár ostromáról. Ugyancsak ebben az időben, 1571-ben Wittenbergben jelent meg az erdélyi szász evangélikus lelkész, Christian Schesaeus „Ruinae Pannonicae” c. verses elbeszélése, amelyben a korabeli Magyarország és Erdély legfontosabb történeti eseményeit örökítette meg. Munkájának művészi jelentőségét tekintve is kiemelkedő részlete a Szigetvár elfoglalásának históriája címet viselő X. könyv.
A szigetvári hősi küzdelem horvát alkotókat is megihletett. Ezek sorában elsőként a zárai születésű Brne Karnarutićról kell megemlékeznünk, akinek „Vazetje Sigeta grada” című, 1584-ben Velencében kiadott elbeszélő költeménye Zrínyi Szigeti veszedelme egyik előzményeként, illetve részben forrásául is szolgált.
Istvánffy Miklós, a rendkívüli tehetséggel megáldott humanista történetíró az 1590-es években kezdett hozzá a Magyarországnak Mátyás király halálától saját koráig tartó időszaka eseményeit rögzítő, a Szigeti veszedelem létrejöttére ugyancsak inspiráló erővel ható latin nyelvű monumentális történeti művéhez, a „Magyarok dolgairól írt históriájá”-hoz, amely 1608-tól elhatalmasodó betegsége miatt végül befejezetlen maradt. Ebben a szigeti erőd török ostromait és elestét is megörökítette, és ezzel a település emlékezetének ápolásában is elévülhetetlen érdemeket szerzett.
A szigetvári viadal története irodalmi feldolgozásának csúcsteljesítménye azonban minden bizonnyal a költő Zrínyi Miklós, a szigetvári hős dédunokája Szigeti veszedelem c. eposza, amely elsőként az „Adriai tengernek Syrenaia” nevet viselő, lírai verseit is tartalmazó gyűjteményes kötetében jelent meg Bécsben 1651-ben. E mű a tekintetben is irodalmi mérföldkőnek számít, hogy a szerző a várvédők parancsnokának heroizálásával, hősies tettének felmagasztalásával, mártírrá emelésével, illetve ellenfele, Szulejmán szultán személyének és tettének dehonesztálásával a valóságot mintegy visszájára fordítva a győztesből vesztest, a vesztesből győztest formált.
Bár a téma tekintetében irodalmi etalonnak számító Szigeti veszedelmet jelentőségében azóta sem sikerült senkinek meghaladnia, néhány műre a későbbi korokból is érdemes felhívni a figyelmet:
1779-ben látott napvilágot Kónyi János, a kortársak által kevéssé becsült szerző „Magyar hadi román, avagy Gróf Zrínyi Miklósnak Sziget várában tett vitéz dolgai” című verses történeti eposza. A szigetvári viadal hős kapitányának emléke előtt tisztelgett a Kónyi Jánoshoz hasonlóan szintén katonaként szolgáló Carl Theodor Körner német költő, akinek „Zrínyi” című, több nyelvre lefordított és számos helyen játszott drámáját (szomorújátékát) elsőként 1812-ben mutatták be Bécsben, amelyhez nem mellékesen Kölcsey Ferenc írt színikritikát.
Az irodalmi élvonalba tartozó, a települést több esetben személyesen felkereső hazai költők, írók közül, mint irodalmi vezérmotívum elsőként Vörösmarty műveiben (Sziget, Szigetvár, Zrínyi) jelenik meg a várvédők hősiessége. Ebbe a sorba illeszkedik Jókai Mór „A szigetvári vértanúk” c. drámája (1860), amelynek Horváth Z. Gergely rendezésében azonos címmel a tévéfilm-változata is elkészült 1996-ban.
Egészen különleges módon állítja Mikszáth Kálmán „Új Zrínyiász” c. abszurd-szatirikus kisregényének középpontjába Zrínyit és vitéz katonáit. A feltámasztott, de a 19. század végi Magyarország pragmatista társadalmi környezetébe beilleszkedni képtelen kapitány és serege végül Vajdahunyad várának védelmében kirohannak, és az orosz ostromlók által legyőzve, újra hősi halált halnak.
Az 1566-os ostrom eseményeit, illetve Zrínyi hőstettét feldolgozó munkák sorát gyarapítják Fényes Elek „Szigetvár ostroma” (1857), Királyi Pál „Szigetvár 1566-ban” (1858), Gaál Mózes „A legigazabb magyar, nagy Zrínyi Miklósnak, a hősnek históriája” (1880), Donászy Ferenc „Szigetvár és Eger hősei. Regényes korrajz a XVI. századból” (1902), Benedek Elek „Zrínyi Miklós, a szigetvári hős” (a Nagy magyarok élete c. sorozatában, 1906), Szántó György „Az Alapiak kincse” (1952), Hunyady József „A kék hegyek kapitánya” (1966) és Darvas József „Zrínyi” (1966) című művei.

## Szigetvár a zenében
A szigetvári viadal témájának első zenei kompozíciója Lavotta Jánosnak, a verbunkos műfaj egyik legkiválóbb hazai képviselőjének a „Szigetvár ostroma” címet viselő, öt képből („Tanácskozás”, „Ostromzaj”, „Végbúcsú”, „Ima” és „Harctérre rohanás”) álló, zongoraátiratban fennmaradt ábrándja volt. Lavotta egy másik munkájában, a „Zrínyi nótájá”-ban is lerótta tiszteletét a hős kapitány előtt.
A Mozart-tanítvány Franz Xaver Süßmayr osztrák zeneszerző az 1790-ben Bécsben bemutatott „II. Soliman” című operájában a nagy ellenfélnek, a szigetvári katonai táborban elhunyt Nagy Szulejmán szultánnak állított emléket.
Carl Theodor Körner Zrínyi-drámája azonos című első operaváltozatának létrejötte Franz Gläser, szintén osztrák komponista nevéhez fűződik. Művének ősbemutatója 1836-ban volt Berlinben. Több mint 30 évvel később, 1868-ban Pesten állítottak színpadra egy másik, ugyancsak a Körner-dráma nyomán született zeneművet, a horvát nemesi származású, Abramovics-Adelburg Ágoston „Zrínyi” c. ötfelvonásos, janicsárkórussal, cigánytáncokkal, müezzinnel, török dalokkal, magyaros motívumokkal telitűzdelt zeneképét. A téma, Szigetvár 1566-os ostroma Antonio Smaraglia olasz zeneszerzőt, a trieszti konzervatórium tanárát is megihlette; „Sziget vazallusa” címet viselő operáját 1889-ben, Bécsben láthatta a közönség először.
A legsikeresebb és leghatásosabb Körner-adaptációt azonban Ivan Zajc, a horvátok nagy nemzeti zeneszerzője, a Verdi-féle zenei hagyomány követője alkotta meg. „Nikola Šubić Zrinski” c. háromfelvonásos operáját 1876-ban Zágrábban mutatták be. Az ostrom drámai eseménysorát hűen követő, de szerelmi szállal is gazdagított opera a hazafias-nemzeti érzület egyik leghatásosabb zenei kifejeződése.
A 19. század közepének-végének hazai zenei terméséből említésre méltóak Jókainak a Szigetvári vértanúk c. drámájához írt, a diadalmas harci események szellemében fogant, Bognár Ignác, Huber (Hubay) Károly, Káldy Gyula és Volkmann Róbert által komponált zenei betétek, valamint Dohnányi Ernő 19 évesen írt Zrínyi-nyitány”-a, amellyel millenniumi királydíjat nyert.
A 20. századi, szigetvári vonatkozású művek sorát Goldmark Károly „Zrínyi” című, 1903-ban elkészült szimfonikus alkotása nyitotta meg, majd Kraul Antal, az 1920-as években, a fúvószenekari irodalomban nagy népszerűségnek örvendő „Zrínyi-induló”-val folytatta.
Már a II. világháborút követően, 1954-ben írta Kodály Zoltán a költő Zrínyi „Török áfium ellen való orvosság” c. művének szövegére írt kórusdarabját, a „Zrínyi szózatá”-t.
A várostrom 400. évfordulójára, a település életében mozgalmas esztendőnek bizonyuló, a városi cím odaítélését is elhozó 1966-os évben született, és a Zrínyi-ünnepségsorozat részeként helyben bemutatott Farkas Ferenc-mű, a Vargha Károly pécsi főiskolai tanár librettójára írt „Szigetvár dicsérete” című oratórium, amelyet Ferencsik János dirigált.
A kortárs kórusművek között figyelmet érdemelnek továbbá: Bárdos Lajos „Szigetvári ének” és „Zrínyi harmadik éneke” c. alkotásai, Kutor Ferenc pécsi zenetanár és zeneszerző „Szigetvár csillaga”, Karai József az „A szigeti harc”, Tillay Aurél Vörösmarty epigrammájára írt „Sziget”, Koloss István „Fohász” és Várnai Ferenc „Ének Zrínyihez” című darabjai.
A téma legújabb, nagy sikerű könnyűzenei feldolgozása a Moravetz Levente szövegkönyvén alapuló, Balássy Szabolcs, Horváth Krisztián és Papp Zoltán által szerzett „Zrínyi 1566” c., 2009-ben bemutatott rockmusical.

## Zrínyi és Szigetvár a képzőművészetben

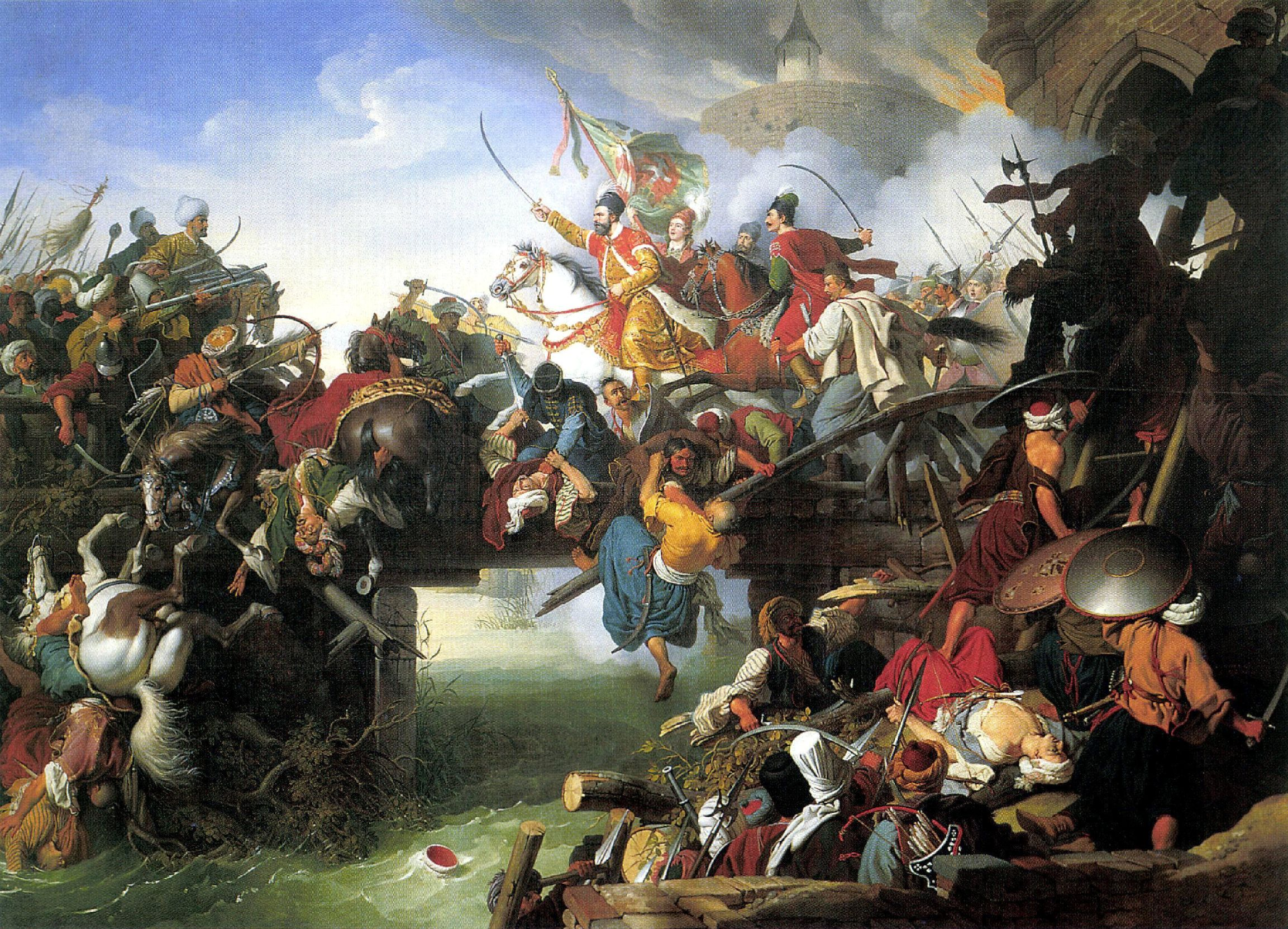
Johann Peter Krafft: Zrínyi kirohanása Szigetvárból

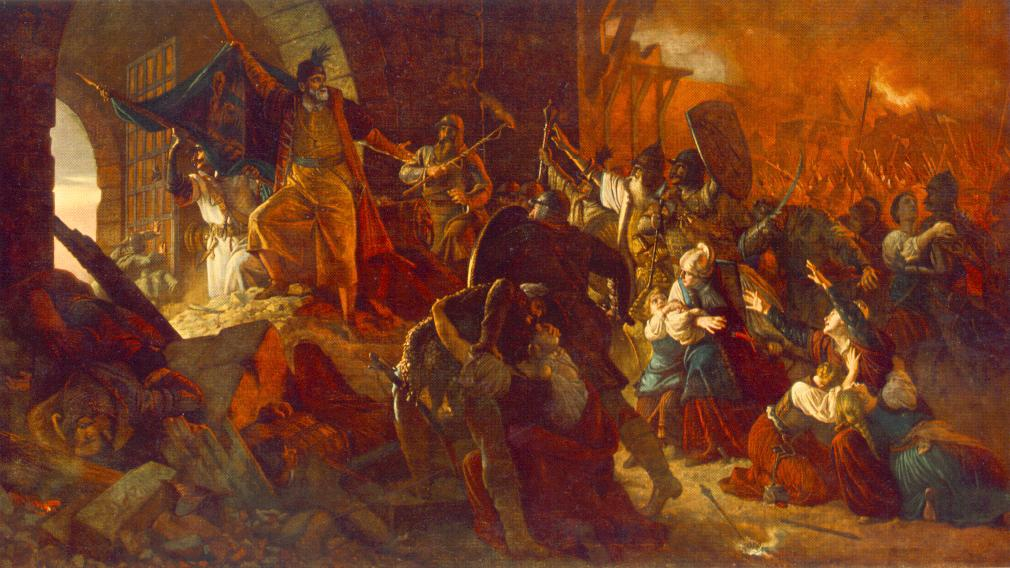
Székely Bertalan: Zrinyi kirohanása

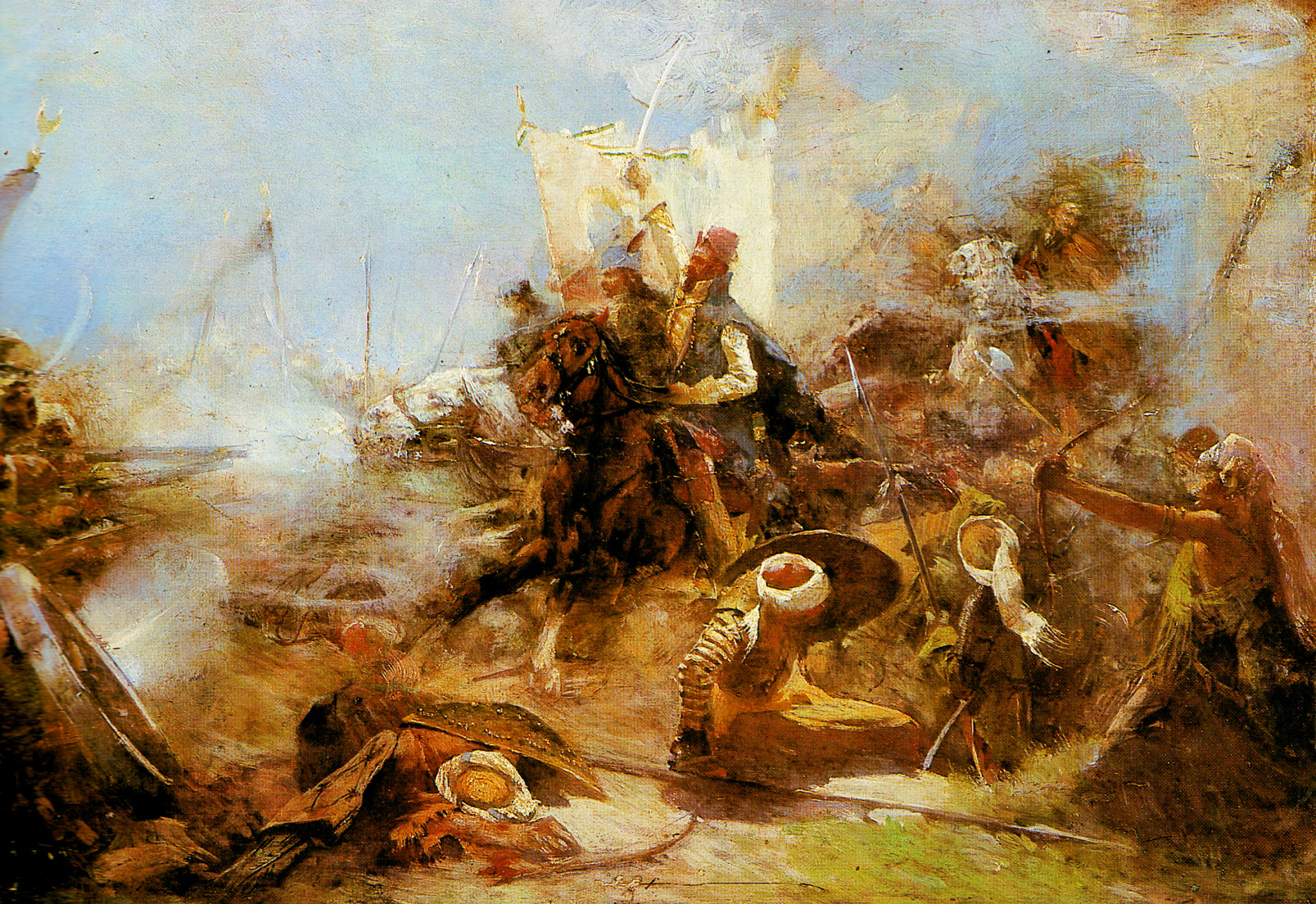
Hollósy Simon: Zrínyi kirohanása

Szigetvár ostroma és Zrínyi önfeláldozó hőstette a képzőművészek számára is ihletadó forrásul szolgált.
A nagy történelmi tablók, az ismert „kirohanásképek” között elsőként a hesseni származású német-osztrák zsánerfestő Johann Peter Krafft „Zrínyi kirohanása” (Angriff Zrinys) című, a várból kitörő kapitányt és seregét ábrázoló, 1825-ben készült, ma a Szépművészeti Múzeumban látható festménye említendő. Már a 19. század 80-as éveiben, de még a romantikus-akadémikus felfogás jegyében született Székely Bertalan azonos című festménye (Déri Múzeum, Debrecen), amelyen a művész a már a nyitott kapu előtt, de még a belső várban tartózkodó, halálba tartó Zrínyit állítja kompozíciója középpontjába. Hollósy Simon a nagybányai festőiskola egyik alapítója, ugyancsak „Zrínyi kirohanása” címet viselő, 1896-ban, a Millennium évében elkészült, a szegedi Püspöki Gyűjteményben őrzött, modernista képe ezzel szemben már a törökkel szembeni nyílt összeütközés pillanatát villantja fel.
A „kirohanásképek” minden szempontból eltérő, a téma egészen sajátos látásmódját tükröző, statikus beállítású, azt a korabeli történeti-architekturális környezetből kiragadva ábrázoló darabja Csontváry Kosztka Tivadar szintén „Zrínyi kirohanása” című, 1903-ból származó festménye (Csontváry Múzeum, Pécs). Ezen a főhős egy klasszicista stílusú városi épület előtt állva puskájával a vele szemben ugyancsak lőfegyverekkel felsorakozó török katonákra céloz.
Zrínyire és a hős várvédők erkölcsi diadalára számos további képzőművészeti alkotás emlékeztet, melyeknek különösen gazdag helyszíne maga Szigetvár.
Az Ali pasa dzsámijából a város visszavételét követően kialakított főtéri Szent Rókus-plébániatemplom 18. század végi átépítése idején került a kupola boltozatára id. Dorfmeister Istvánnak (1729–1797), a hazai barokk-rokokó festészet jeles alakjának a vár és a város visszavétele 100. évfordulójára készített, mitologikus-allegorikus hangvételű monumentális freskója. Ennek egyik oldalán az erőd 1566. évi bevételét, a halott szultánt és a mártírhalált szenvedő Zrínyi apoteózisát, másik felén pedig a vár 1689-es feladását és a legyőzötteknek a császári csapatok parancsnoka előtti hódolatát örökítette meg.

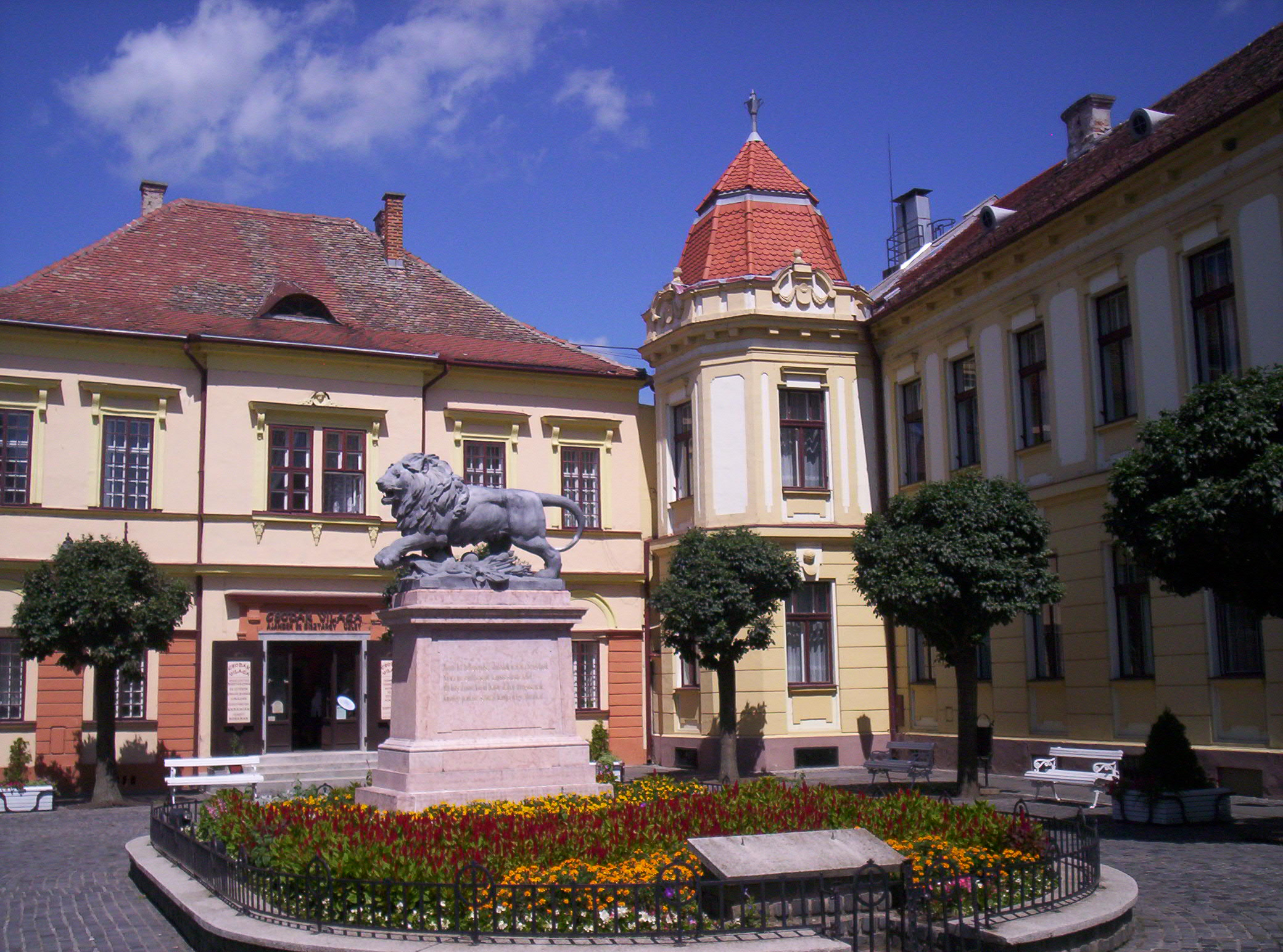
A szigetvári Oroszlán-szobor

A főtéren, a városháza előtt emelkedő Oroszlán-szobor Szigetvár legrégebbi, jelkép értékű köztéri műalkotása. A hős várkapitányt szimbolizáló, horganyöntvényből készült allegorikus szobor Magyarország első Zrínyi-emlékműveként, közadakozás nyomán kerülhetett jelenlegi helyére 1878-ban. A hadizászlókra és fegyverekre taposva harcba induló oroszlán a községi leltárjegyzék tanúsága szerint Gerendai István munkája, a minta öntését pedig, amint azt a talplemezen látható felirat jelzi, a budapesti Vandrák Műhelyben végezték. Az emlékmű 1998-as restaurálásakor, az oroszlánfigura megbontása során az egyik elem belsejében az öntőmunkás nevére és az öntés dátumára utaló adatot találtak (Chratochvill, 1878. ápr. 10.). A szobor tardosi mészkőből készült talapzata az országos hírű Gerenday-féle fővárosi díszítőszobrászati- és kőfaragó-műhelyből került ki, amelynek vezetője ekkor a cégalapító Gerenday Antal (1818–1887), mások mellett Vörösmarty és Kölcsey síremlékének alkotója volt. A posztamens déli oldalán Vörösmarty Mihály Sziget című négysoros epigrammája olvasható.
A régi, belső vár területén kapott helyet Somogyi Józsefnek (1916–1993), a 20. század egyik legnagyobb hatású hazai képzőművészének a várvédő Zrínyi Miklóst megmintázó, bronzból öntött lovasszobra, melyet 1968-ban lepleztek le. Bár nem a legismertebb, de a dunaújvárosi Martinász-szoborral, a hódmezővásárhelyi Szántó Kovács János-portréval és a ceglédi Dózsa-emlékművel együtt a mester legmaradandóbb értékű munkái közé tartozik. A Somogyi-alkotásokra jellemzően rusztikus-érdes felületű, a romantikus, historizáló ábrázolásmóddal szakító kompozíció leginkább formabontó és összetéveszthetetlenül egyedi részlete a hős várkapitány felhorkanó lovának groteszk módon oldalra csavarodó, sárkányszerű feje, a végső küzdelem előtti feszült várakozás kifejezője. A szobor talapzatára a költő Zrínyi Miklós „Mint Hektor Trójának…” kezdetű, kilencsoros epigrammája első versszakát vésték.

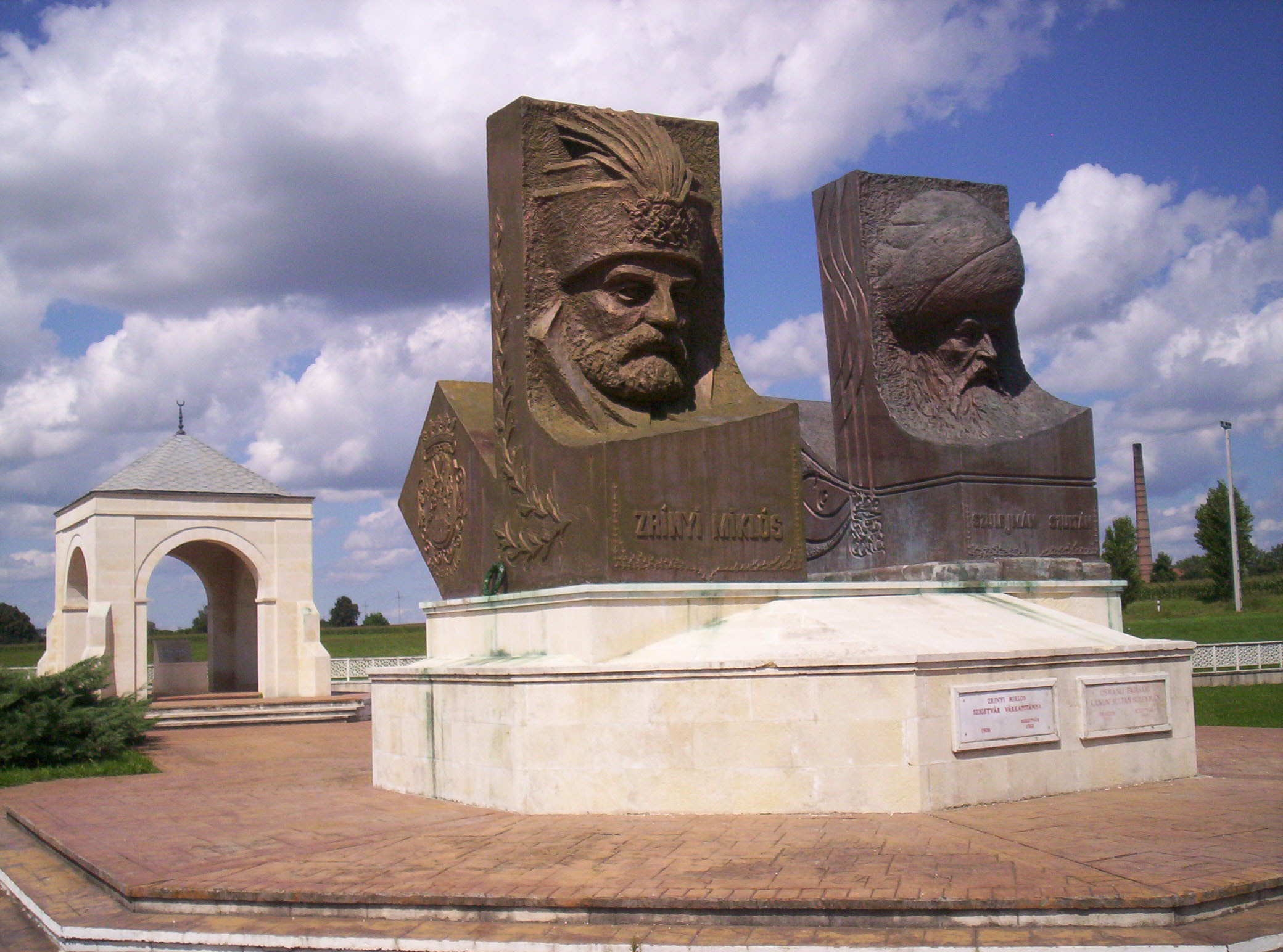
Zrínyi Miklós és I. Szulejmán

Szigetvár minden bizonnyal legismertebb emlékműve a város külterületén, a Kaposvárra vezető főút mentén található. Az emlékhelyet a szultán születésének 500. évfordulóján, 1994-ben avatták fel Magyar-Török Barátság Park (Macar-Türk Dostluk Parkı) néven. A két nép megbékélését hirdető, törökországi kezdeményezés és anyagi hozzájárulás nyomán megszülető emlékpark központi részét a magyar szempontból végzetes 1566. évi ostrom két vezéralakjának, a győztes török sereg élén álló Szulejmán szultánnak, és a védelemért felelős, a szeptember 7-i kitörés során életét vesztő Zrínyi Miklós várkapitánynak az óriásportréi uralják. Mögöttük található Szulejmán szultán jelképes, türbeszerű sírépítménye. Az emlékhely 1996-ban díszes kivitelű ivókúttal, azaz csesmével bővült, melynek összes építő- és burkolóanyaga Törökországból származik. A szoborportrék a hazájában nagy elismertségnek örvendő művész, Metin Yurdanur alkotásai.